# لوئیس الی اسکات
لوئیس الی اسکات (به انگلیسی: Lewis Allaire Scott) ،(زاده۱۱ فوریه ۱۷۵۹ –درگذشته ۱۷ مارس ۱۷۹۸) یک سیاستمدار آمریکایی است.

## زندگی‌نامه
او پسر جان مورن اسکات و هلنا راتگرز اسکات است.
در ۱۸ ژانویه ۱۷۸۵ او با جولیا سیتگریوز (خواهر ساموئل سیتگریوز) ازدواج کرد و شهردار فیلادلفیا جان مورن اسکات (۱۷۸۹–۱۸۵۸) پسر آن‌ها است.
او از سال ۱۷۸۴ تا زمان مرگش در دفتر کارش وزیر امنیت ایالت نیویورک بود.
او در کلیسای ترینتی شهر نیویورک به خاک سپرده شد.